# Antrusa curtitempus
Antrusa curtitempus är en stekelart som beskrevs av Fischer, Tormos, Docavo och Isabel Pardo 2004. Antrusa curtitempus ingår i släktet Antrusa och familjen bracksteklar. Inga underarter finns listade i Catalogue of Life.